# Nördliche Rotbauch-Schmuckschildkröte
Die Nördliche Rotbauch-Schmuckschildkröte (Pseudemys rubriventris) ist eine Schildkröte der Gattung Echte Schmuckschildkröten, die zur Familie der Neuwelt-Sumpfschildkröten gehört. Ihr Vorkommen ist auf den Osten der USA begrenzt und reicht dort vom Osten Massachusetts mit einem disjunkten Verbreitungsgebiet und dem zentralen Gebiet von New Jersey bis zum nordöstlichen North Carolina. Zum Verbreitungsgebiet gehören auch Regionen östlich des Potomac. Auf Long Island gibt es eine kleine Population, die sich auf dort eingeführte Tiere begründet.

## Erscheinungsbild
Die Carapaxlänge der ausgewachsenen Nördlichen Rotbauch-Schmuckschildkröte erreicht eine Länge von 26 bis 32 Zentimeter. Die Farbe des Rückenpanzers ist ein braunschwarzes Mahagoni mit einem roten Netzwerk. Der Kopf ist braun. Eine dünne gelbe Linie verläuft von den Augen zur Schnauze. Auch der Hals weist eine Reihe von dickeren und dünneren gelben Linien auf.
Die Bauchpanzer von Männchen sind fast rosafarben. Die Krallen an den Extremitäten sind lang und gerade. Die Kloake befindet sich deutlich außerhalb des Bauchpanzers. Ausgewachsene Weibchen sind in der Regel größer als Männchen. Bei ihnen ist der Bauchpanzer deutlich rötlicher als bei den Männchen.

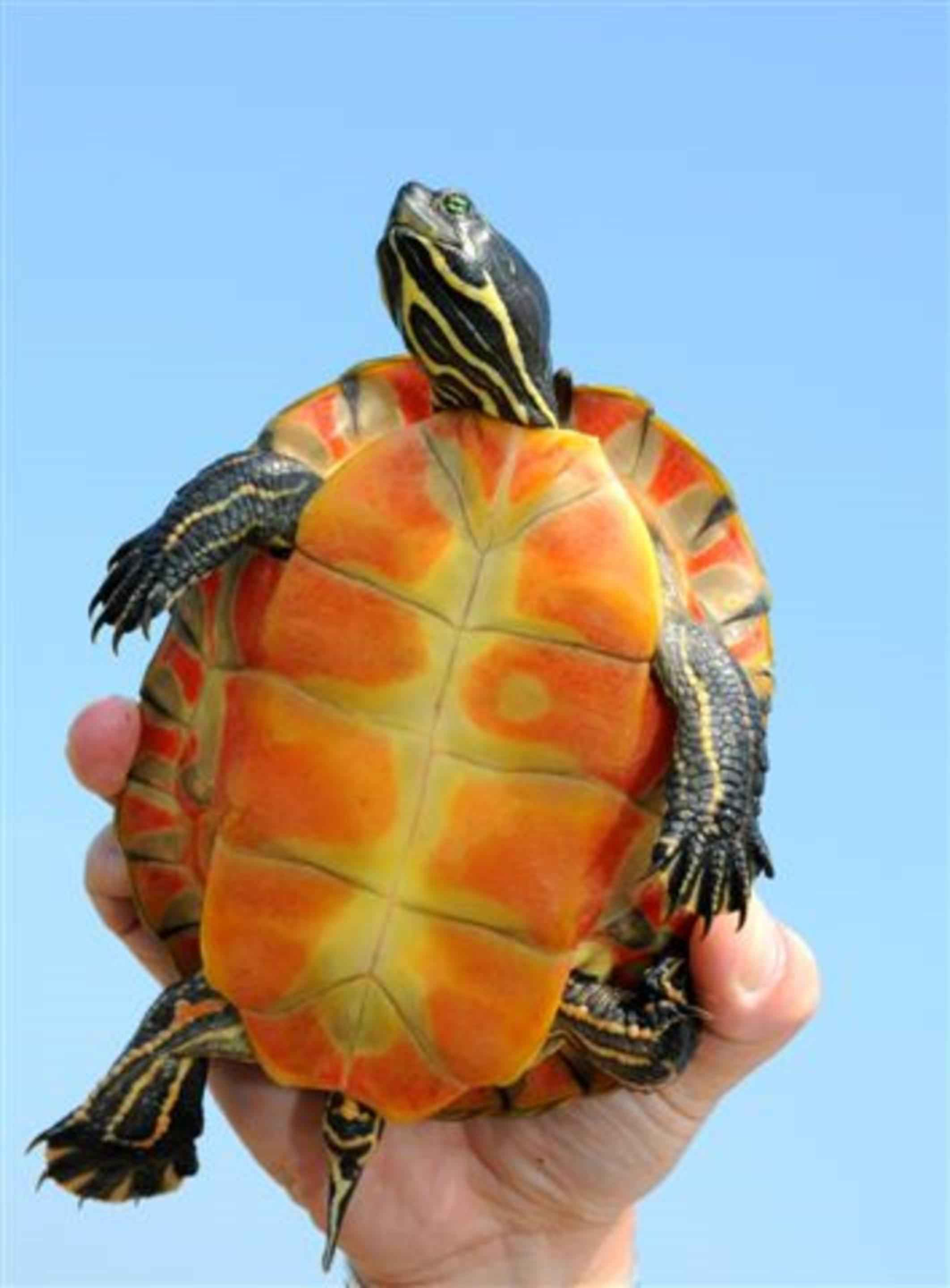
Nördliche Rotbauch-Schmuckschildkröte (Pseudemys rubriventris)

## Lebensraum und Lebensweise
Diese Schmuckschildkröte lebt in großen Süßwasserseen, Flüssen, Teichen und Wasserarmen. Die meisten Gewässer, die sie bewohnt, haben eine schnelle Wasserbewegung, sind tief und haben einen schlammigen Boden. Sie wird gelegentlich auch in Brackwassergebieten gefunden.
Die Nördliche Rotbauch-Schmuckschildkröte präferiert Gewässer mit einem reichen Pflanzenbewuchs und zahlreichen Möglichkeiten wie Steine oder Baumstämme, um in der Sonne zu baden. Sie verbringen einen großen Teil des Tages damit, in der Sonne zu ruhen. Sie fressen vorwiegend Wasserpflanzen und Algen. Dazu kommen Krustentiere, Schnecken, Fische und Kaulquappen.

## Fortpflanzung
Die Eiablage der Weibchen fällt in den Zeitraum Juni bis Juli. Die Nistgrube wird von den Weibchen im Schnitt 90 Meter vom Wasser angelegt und befindet sich etwa 1 Meter oberhalb der Wasserlinie. Ein Gelege umfasst in der Regel zehn bis siebzehn Eier. Bis zum Schlupf vergehen bei der Umgebungstemperatur von 25 Grad etwa 75 Tage. Bei späten Gelegen überwintern die Jungtiere in der Regel in den Eiern. Die Tiere sind mit etwa fünf bis sieben Jahren geschlechtsreif.

## Fressfeinde und Mortalitätsursachen
Zu den Fressfeinden der Nördlichen Rotbauch-Schmuckschildkröte zählen Waschbären, Skunks, Krähen, Reiher und Ochsenfrösche. Eine Reihe von Gebieten, in denen traditionell diese Schmuckschildkröten nisten, sind mittlerweile zu Siedlungen umgewandelt worden. In diesen Gebieten werden eine große Anzahl von Pseudemys rubriventris auch durch Rasenmäher getötet, weil die Tiere gerne im Rasen ruhen.

## Bestand
In den USA wird die Nördliche Rotbauch-Schmuckschildkröte als eine bedrohte Art geführt (gemäß dem Endangered Species Act aus dem Jahre 1973). Damit ist es verboten, mit diesen Tieren zu handeln. Zu den Ursachen des Bestandsrückgangs zählen die Verluste von Nistgebieten, Umweltverschmutzung, eine negative Beeinflussung durch Pestizide und eine verstärkte Räuberung von Eiern und Jungtieren. Seit 1985 unternimmt der United States Fish and Wildlife Service Anstrengungen, diese Art zu schützen. Dazu gehört die Aufklärung der Bevölkerung in den Regionen, in denen diese Schildkrötenart vorkommt und eine Unterbindung der Jagd.

## Nachweise